# Gardères
Pour les articles homonymes, voir Gardères (homonymie) et Gardère (homonymie).
Gardères est une commune française située géographiquement dans le nord-est du département des Pyrénées Atlantiques en nouvelle Aquitaine mais rattachée administrativement aux Hautes-Pyrénées, en région Occitanie. Sur le plan historique et culturel, la commune est dans la province du Béarn, qui fut également un État et qui présente une unité historique et culturelle à laquelle s’oppose une diversité frappante de paysages au relief tourmenté.
Exposée à un climat océanique altéré, elle est drainée par le Gabas, le Léez, le Louet, le Carbouère, le ruisseau de Trou. La commune possède un patrimoine naturel remarquable composé d'une zone naturelle d'intérêt écologique, faunistique et floristique.
Gardères est une commune rurale qui compte 440 habitants en 2022. Elle fait partie de l'aire d'attraction de Pau..
Ses habitants sont appelés les Gardérois.

## Géographie

### Localisation
La commune de Gardères se trouve dans le département des Hautes-Pyrénées, en région Occitanie.
Elle se situe à 16 km à vol d'oiseau de Tarbes, préfecture du département, et à 12 km d'Ossun, bureau centralisateur du canton d'Ossun dont dépend la commune depuis 2015 pour les élections départementales.
La commune fait en outre partie du bassin de vie de Pau.
Les communes les plus proches sont : 
Luquet (1,8 km), Aast (2,0 km), Eslourenties-Daban (3,6 km), Saubole (4,0 km), Lourenties (4,3 km), Séron (4,9 km), Arrien (5,1 km), Ger (5,5 km).
Sur le plan historique et culturel, Gardères fait partie de la province du Béarn, qui fut également un État et qui présente une unité historique et culturelle à laquelle s’oppose une diversité frappante de paysages au relief tourmenté.

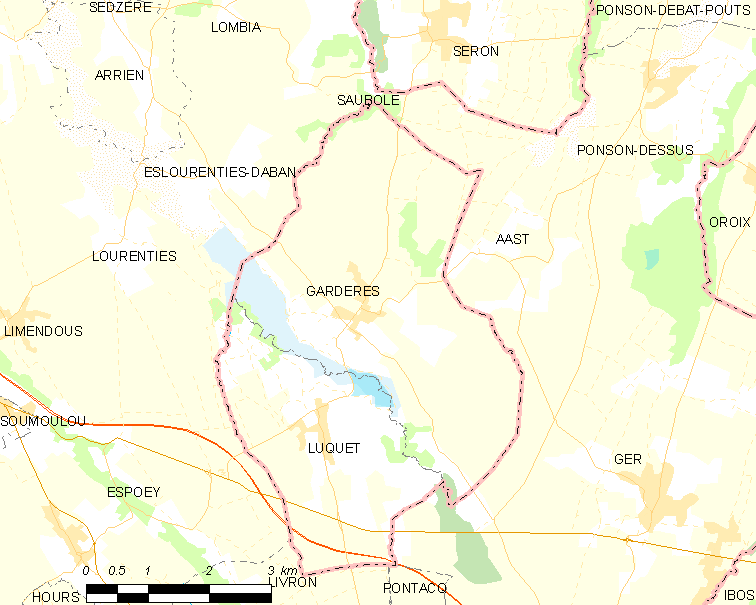
Carte de la commune de Gardères et des proches communes.

| Eslourenties-Daban (Pyrénées-Atlantiques) | Saubole (Pyrénées-Atlantiques) |                             |
| Lourenties (Pyrénées-Atlantiques)         | Gardères                       | Aast (Pyrénées-Atlantiques) |
|                                           | Luquet                         | Ger (Pyrénées-Atlantiques)  |

### Paysages et relief

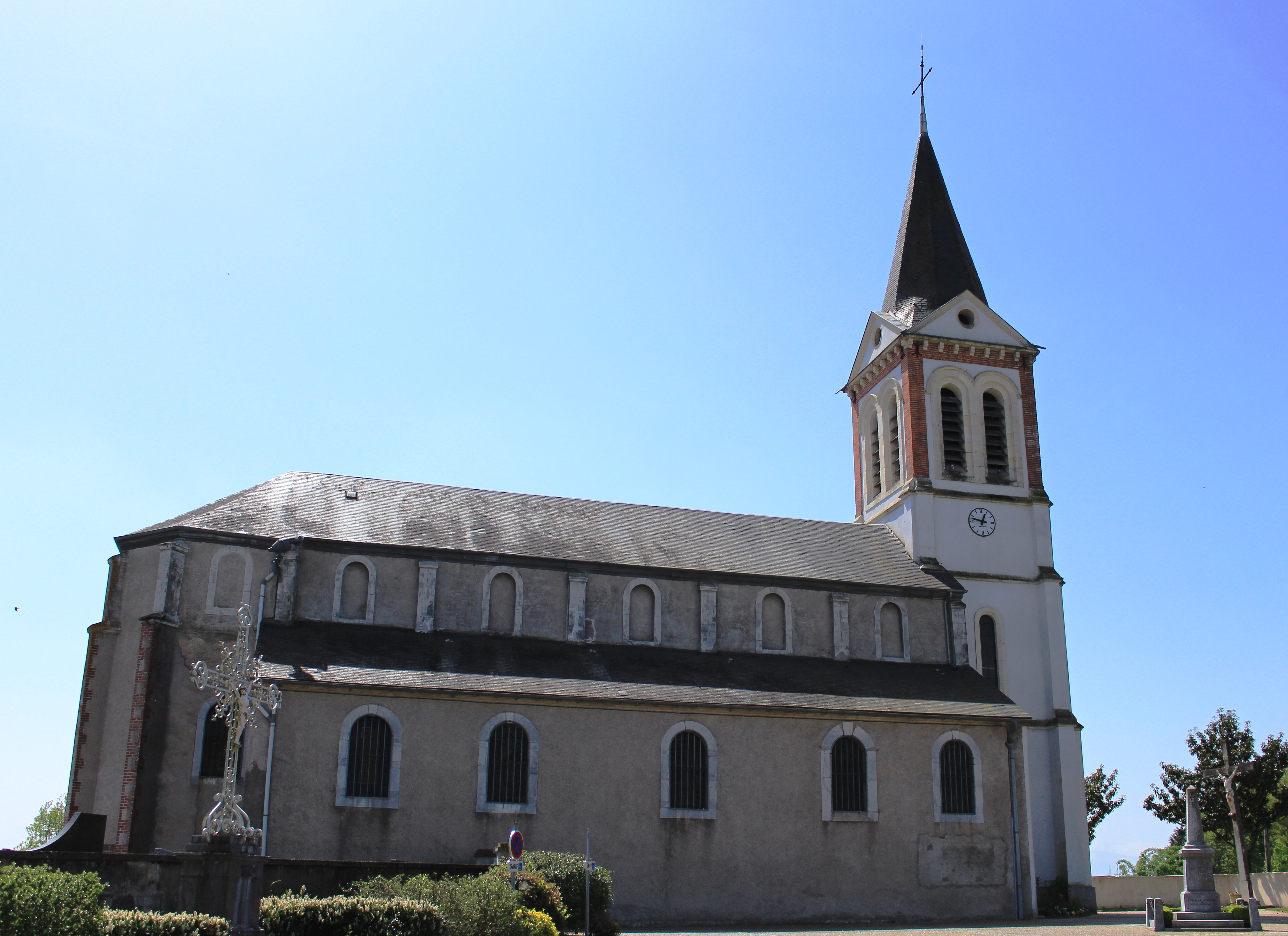
L'église Saint-Julien en 2018.

### Hydrographie
La commune est dans le bassin de l'Adour, au sein du bassin hydrographique Adour-Garonne. Elle est drainée par le Gabas, le Léez, le Louet, le Carbouère et le ruisseau de Trou, constituant un réseau hydrographique de 9 km de longueur totale,.
Le Gabas, d'une longueur totale de 116,7 km, prend sa source dans la commune d'Ossun et s'écoule vers le nord-est. Il traverse la commune et se jette dans l'Adour à Souprosse, après avoir traversé 43 communes.
Le Léez, d'une longueur totale de 56,1 km, prend sa source dans la commune et s'écoule vers le nord. Il traverse la commune et se jette dans l'Adour à Barcelonne-du-Gers, après avoir traversé 31 communes.
Le Louet, d'une longueur totale de 44,3 km, prend sa source dans la commune et s'écoule vers le nord. Il traverse la commune et se jette dans l'Adour à Castelnau-Rivière-Basse, après avoir traversé 22 communes.
Le Carbouère, d'une longueur totale de 17,3 km, prend sa source dans la commune de Ger et s'écoule vers le nord. Il traverse la commune et se jette dans le Louet à Bentayou-Sérée, après avoir traversé 10 communes.

### Climat
Le climat est tempéré de type océanique, en raison de l'influence proche de l'Océan Atlantique situé à peu près 150 km plus à l'ouest. La proximité des Pyrénées fait que la commune profite d'un effet de foehn, il peut aussi y neiger en hiver, même si cela reste inhabituel.
| Mois                              | jan.  | fév.  | mars  | avril | mai   | juin  | jui.  | août  | sep.  | oct.  | nov.  | déc.  | année   |
| --------------------------------- | ----- | ----- | ----- | ----- | ----- | ----- | ----- | ----- | ----- | ----- | ----- | ----- | ------- |
| Température minimale moyenne (°C) | 0,6   | 1,3   | 2,7   | 5,2   | 8,3   | 11,6  | 14,1  | 13,9  | 11,7  | 8     | 3,6   | 1,3   | 6,9     |
| Température moyenne (°C)          | 5,3   | 6,1   | 7,8   | 10    | 13,3  | 16,7  | 19,3  | 19    | 17,2  | 13,3  | 8,5   | 5,8   | 11,9    |
| Température maximale moyenne (°C) | 9,9   | 11    | 12,9  | 14,8  | 18,3  | 21,7  | 24,5  | 24    | 22,6  | 18,6  | 13,4  | 10,4  | 16,8    |
| Ensoleillement (h)                | 108,8 | 118,8 | 155,6 | 157,2 | 181,3 | 191,5 | 215,5 | 196,4 | 194,5 | 164,4 | 124,4 | 104,4 | 1 912,8 |
| Précipitations (mm)               | 112,8 | 97,5  | 100,2 | 105,7 | 113,6 | 80,7  | 57,3  | 70,3  | 71    | 85,2  | 93    | 112,1 | 1 099,4 |

### Milieux naturels et biodiversité

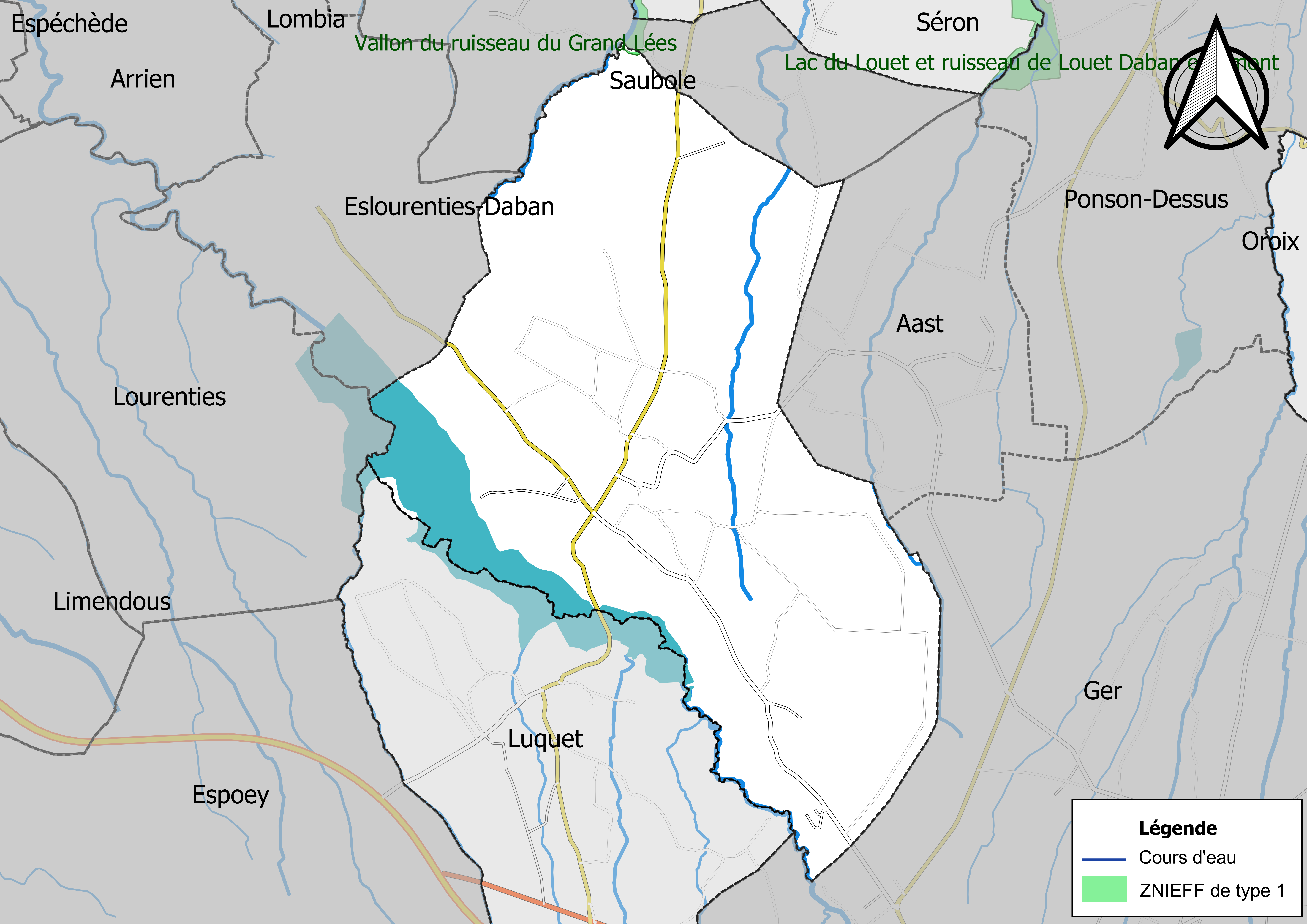
Carte de la ZNIEFF de type 1 localisée sur la commune.

L’inventaire des zones naturelles d'intérêt écologique, faunistique et floristique (ZNIEFF) a pour objectif de réaliser une couverture des zones les plus intéressantes sur le plan écologique, essentiellement dans la perspective d’améliorer la connaissance du patrimoine naturel national et de fournir aux différents décideurs un outil d’aide à la prise en compte de l’environnement dans l’aménagement du territoire.
Une ZNIEFF de type 1 est recensée sur la commune :
le « vallon du ruisseau du Grand Lées » (21 ha), couvrant 4 communes dont deux dans les Pyrénées-Atlantiques et deux dans les Hautes-Pyrénées.

## Urbanisme

### Typologie
Au 1er janvier 2024, Gardères est catégorisée commune rurale à habitat dispersé, selon la nouvelle grille communale de densité à sept niveaux définie par l'Insee en 2022.
Elle est située hors unité urbaine. Par ailleurs la commune fait partie de l'aire d'attraction de Pau, dont elle est une commune de la couronne,. Cette aire, qui regroupe 227 communes, est catégorisée dans les aires de 200 000 à moins de 700 000 habitants,.

### Occupation des sols
L'occupation des sols de la commune, telle qu'elle ressort de la base de données européenne d’occupation biophysique des sols Corine Land Cover (CLC), est marquée par l'importance des territoires agricoles (88,2 % en 2018), en diminution par rapport à 1990 (91,7 %). La répartition détaillée en 2018 est la suivante : 
terres arables (73,7 %), zones agricoles hétérogènes (13,2 %), eaux continentales (5,6 %), forêts (4,1 %), zones urbanisées (2,1 %), prairies (1,3 %).
L'IGN met par ailleurs à disposition un outil en ligne permettant de comparer l’évolution dans le temps de l’occupation des sols de la commune (ou de territoires à des échelles différentes). Plusieurs époques sont accessibles sous forme de cartes ou photos aériennes : la carte de Cassini (XVIIIe siècle), la carte d'état-major (1820-1866) et la période actuelle (1950 à aujourd'hui).

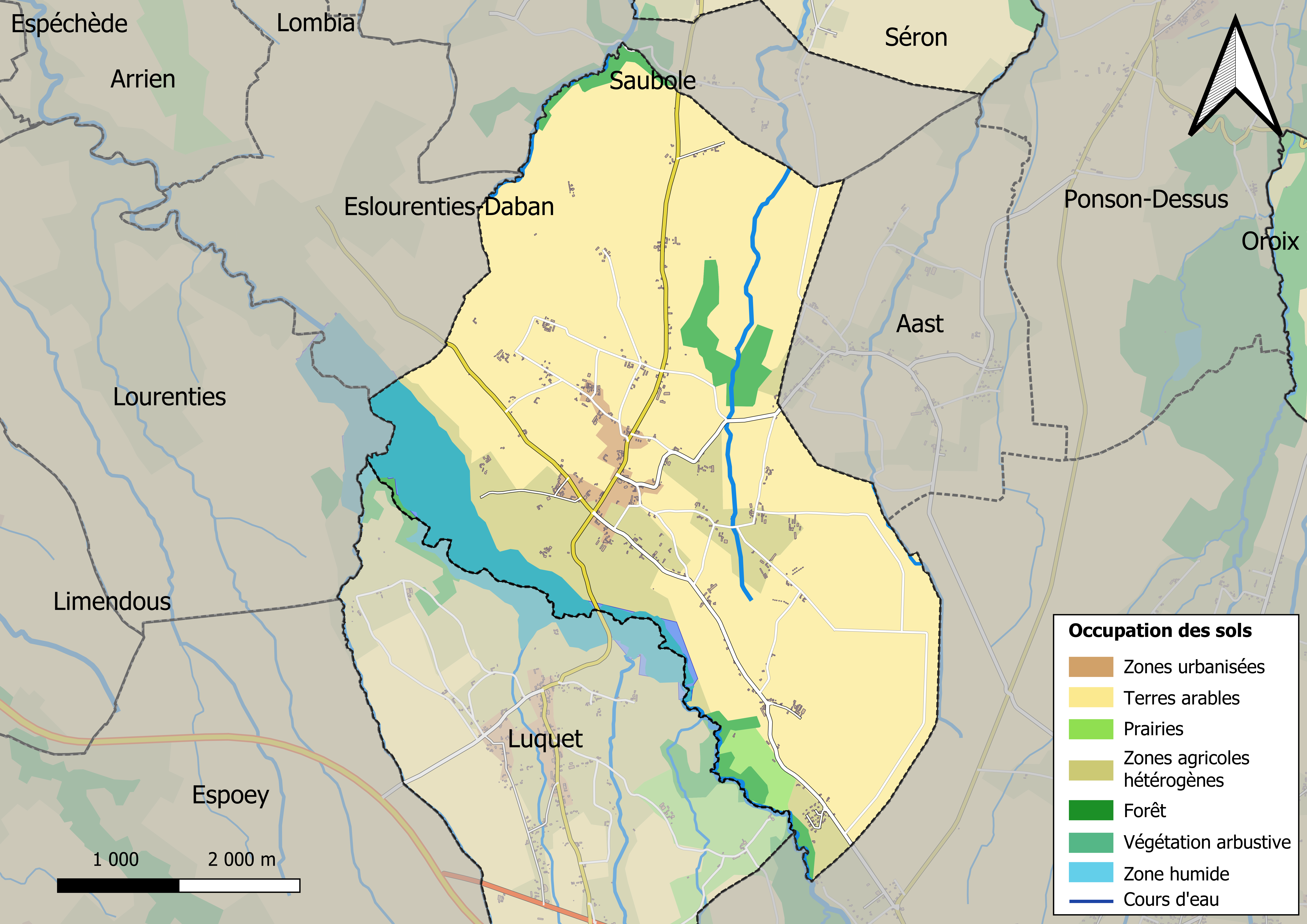
Carte des infrastructures et de l'occupation des sols en 2018 (CLC) de la commune.
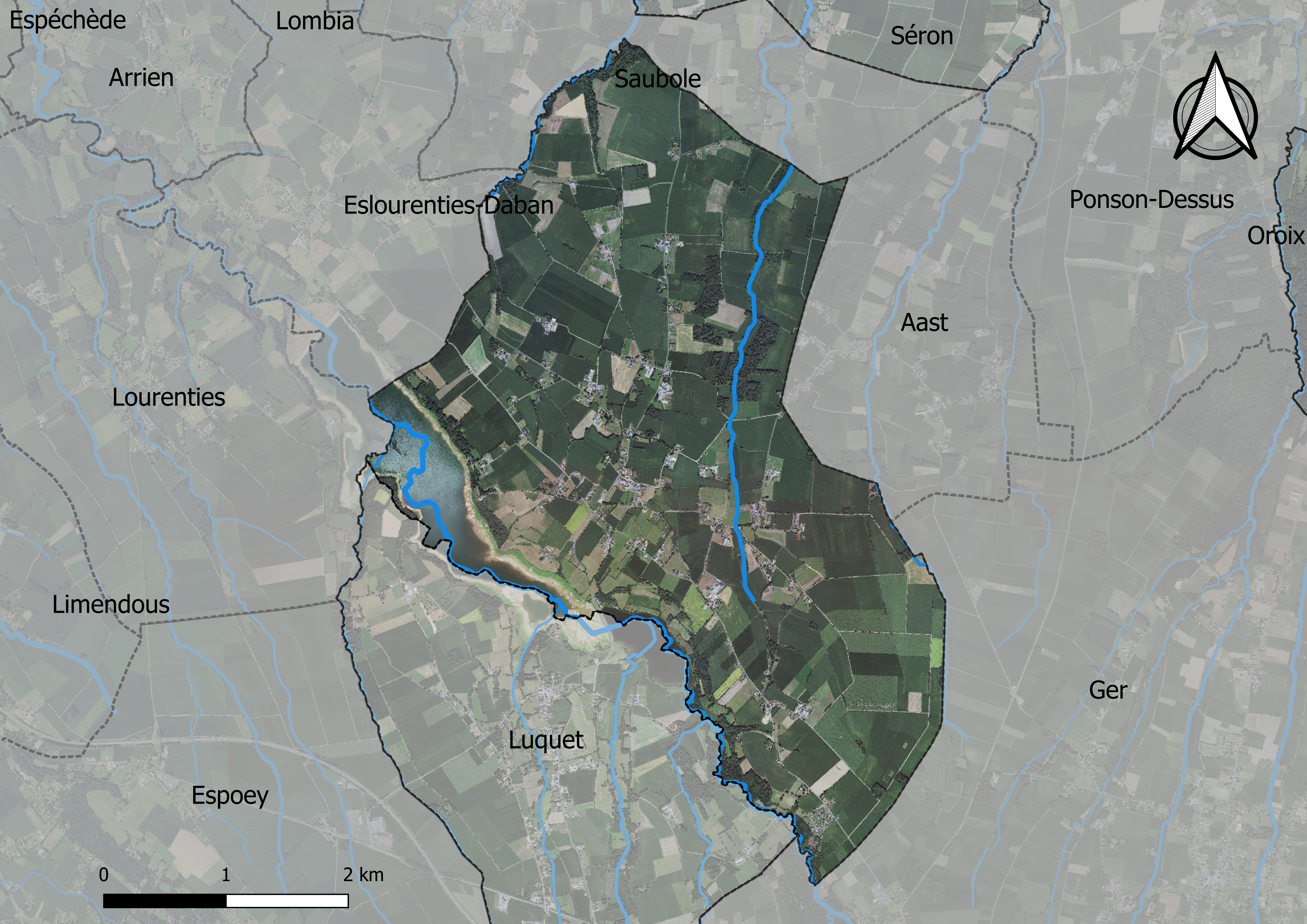
Carte orthophotogrammétrique de la commune.

Sélection de vues diverses.
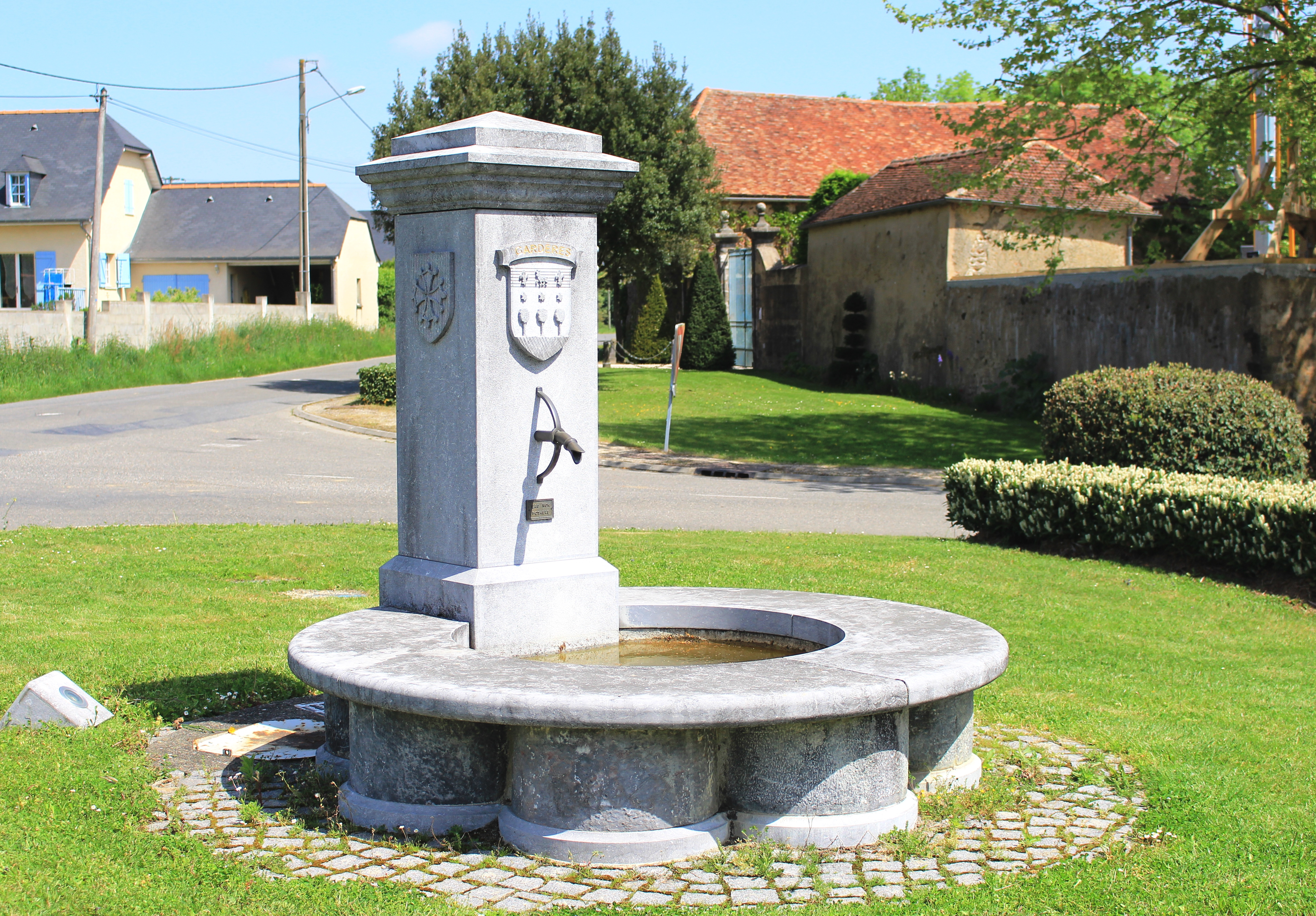
La fontaine.
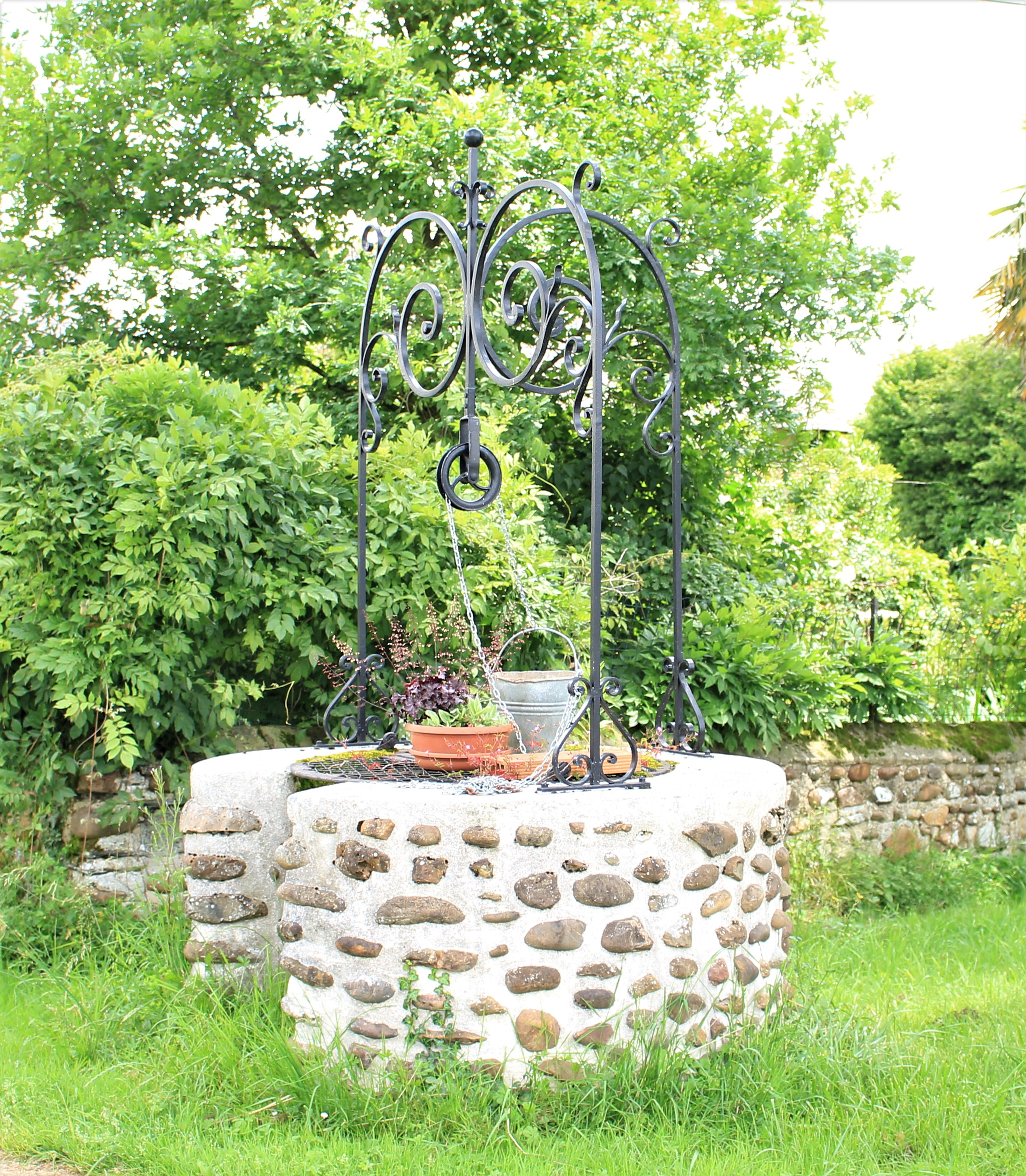
Le puits.

### Logement
En 2012, le nombre total de logements dans la commune est de 186.

Parmi ces logements, 92.9  % sont des résidences principales, 0.5  % des résidences secondaires  6.6  %  des logements vacants.

### Risques majeurs
Le territoire de la commune de Gardères est vulnérable à différents aléas naturels : météorologiques (tempête, orage, neige, grand froid, canicule ou sécheresse), inondations, mouvements de terrains et séisme (sismicité moyenne). Un site publié par le BRGM permet d'évaluer simplement et rapidement les risques d'un bien localisé soit par son adresse soit par le numéro de sa parcelle.
Certaines parties du territoire communal sont susceptibles d’être affectées par le risque d’inondation par débordement de cours d'eau, notamment le Gabas, le Léez, le Louet et le Carbouère. La cartographie des zones inondables en ex-Midi-Pyrénées réalisée dans le cadre du XIe Contrat de plan État-région, visant à informer les citoyens et les décideurs sur le risque d’inondation, est accessible sur le site de la DREAL Occitanie. La commune a été reconnue en état de catastrophe naturelle au titre des dommages causés par les inondations et coulées de boue survenues en 1982, 1999 et 2009,.
Gardères est exposée au risque de feu de forêt. Un plan départemental de protection des forêts contre les incendies a été approuvé par arrêté préfectoral le 21 avril 2020 pour la période 2020-2029. Le précédent couvrait la période 2007-2017. L’emploi du feu est régi par deux types de réglementations. D’abord le code forestier et l’arrêté préfectoral du 27 octobre 2014, qui réglementent l’emploi du feu à moins de 200 m des espaces naturels combustibles sur l’ensemble du département. Ensuite celle établie dans le cadre de la lutte contre la pollution de l’air, qui interdit le brûlage des déchets verts des particuliers. L’écobuage est quant à lui réglementé dans le cadre de commissions locales d’écobuage (CLE)

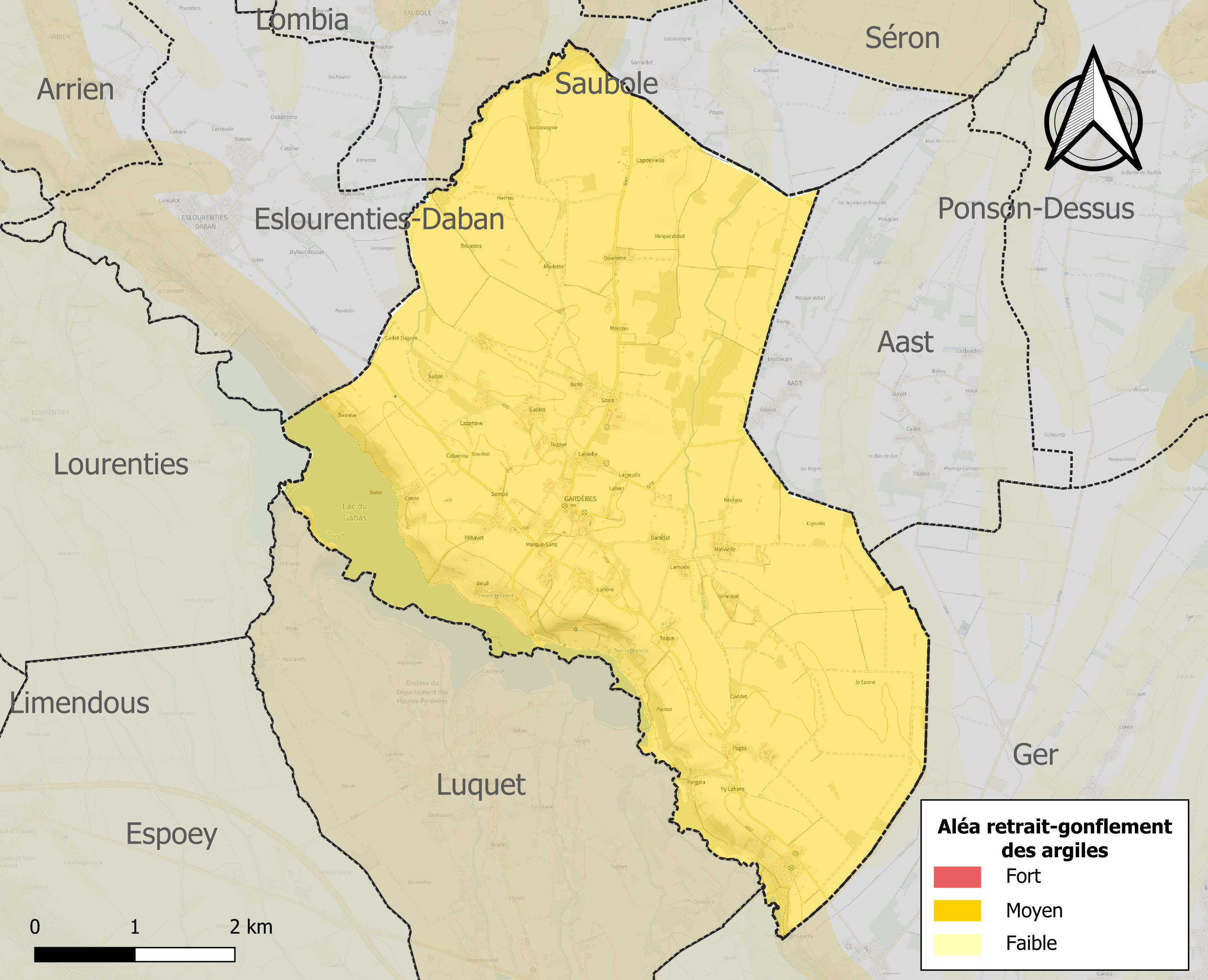
Carte des zones d'aléa retrait-gonflement des sols argileux de Gardères.

Les mouvements de terrains susceptibles de se produire sur la commune sont des tassements différentiels.
Le retrait-gonflement des sols argileux est susceptible d'engendrer des dommages importants aux bâtiments en cas d’alternance de périodes de sécheresse et de pluie. 99,5 % de la superficie communale est en aléa moyen ou fort (44,5 % au niveau départemental et 48,5 % au niveau national). Sur les 196 bâtiments dénombrés sur la commune en 2019, 196 sont en aléa moyen ou fort, soit 100 %, à comparer aux 75 % au niveau départemental et 54 % au niveau national. Une cartographie de l'exposition du territoire national au retrait gonflement des sols argileux est disponible sur le site du BRGM,.
Par ailleurs, afin de mieux appréhender le risque d’affaissement de terrain, l'inventaire national des cavités souterraines permet de localiser celles situées sur la commune.
Concernant les mouvements de terrains, la commune a été reconnue en état de catastrophe naturelle au titre des dommages causés par des mouvements de terrain en 1999.

## Toponymie

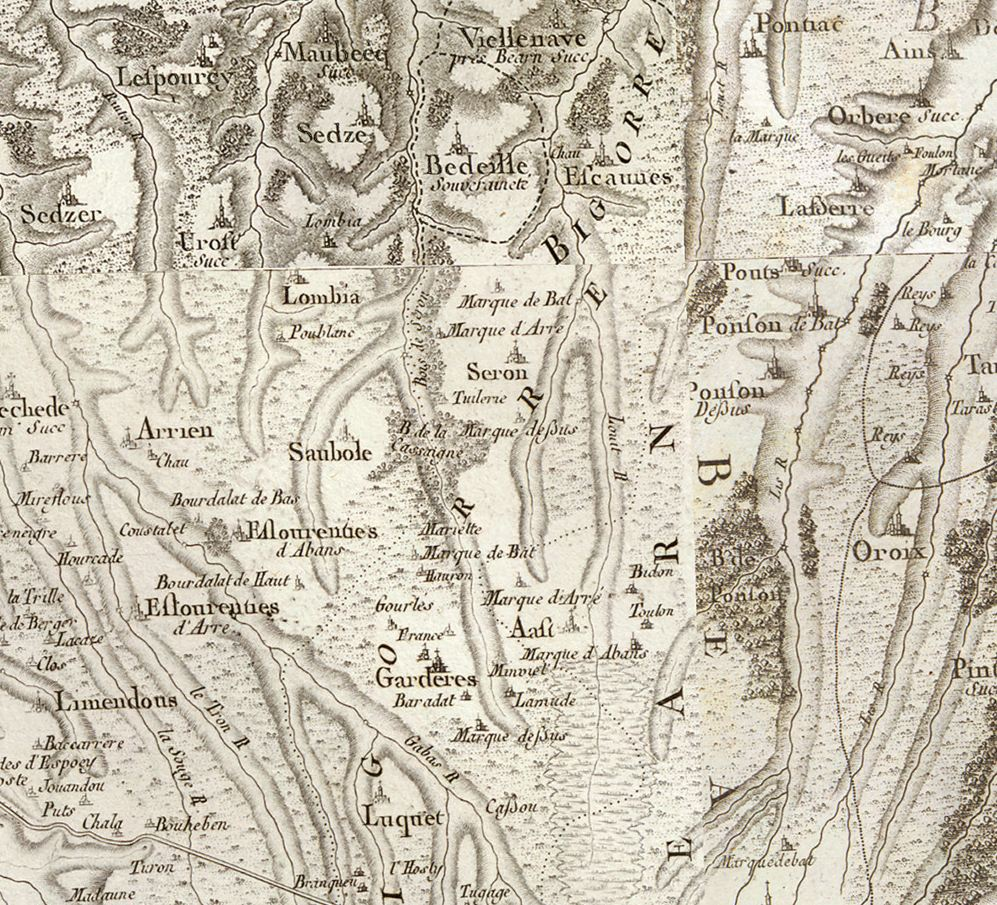
Extrait de la carte de Cassini (entre 1756 et 1789) situant Gardères dans les enclaves à l'ouest des Hautes-Pyrénées

On trouvera les principales informations dans le Dictionnaire toponymique des communes des Hautes Pyrénées de Michel Grosclaude et Jean-François Le Nail qui rapporte les dénominations historiques du village :
Dénominations historiques :
- De Garderiis, latin (1342, pouillé de Tarbes ; 1379, Procuration Tarbes) ;
- Garderas, (1429, censier de Bigorre) ;
- Garderes, (fin XVIIIe siècle, carte de Cassini) ;

Étymologie :  du gascon garda et suffixe diminutif èra (latin ella) : petite forteresse.
Nom occitan : Gardèras.

## Histoire

### Cadastre napoléonien de Gardères
Le plan cadastral napoléonien de Gardères est consultable sur le site des archives départementales des Hautes-Pyrénées.

## Politique et administration

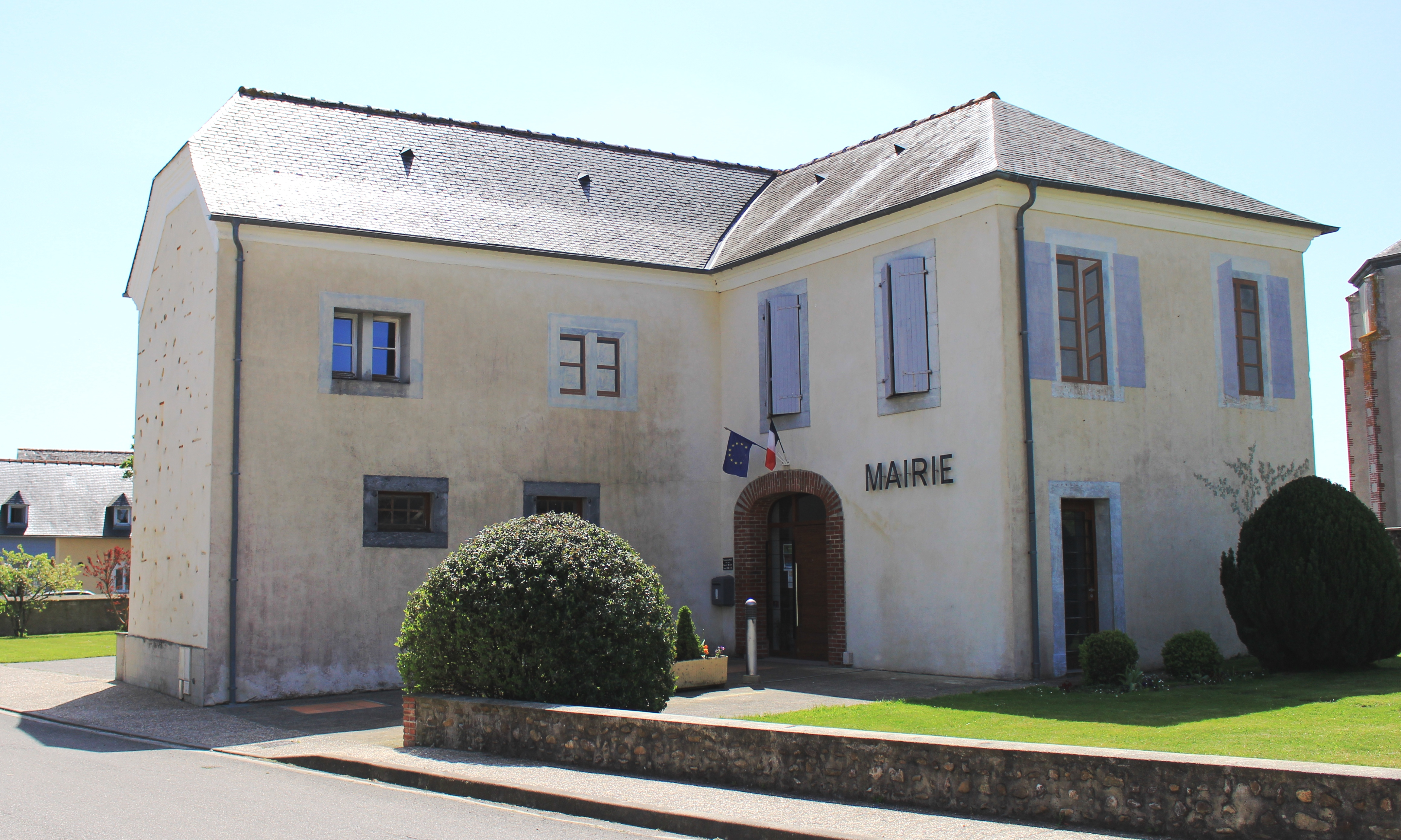
La mairie en 2018.

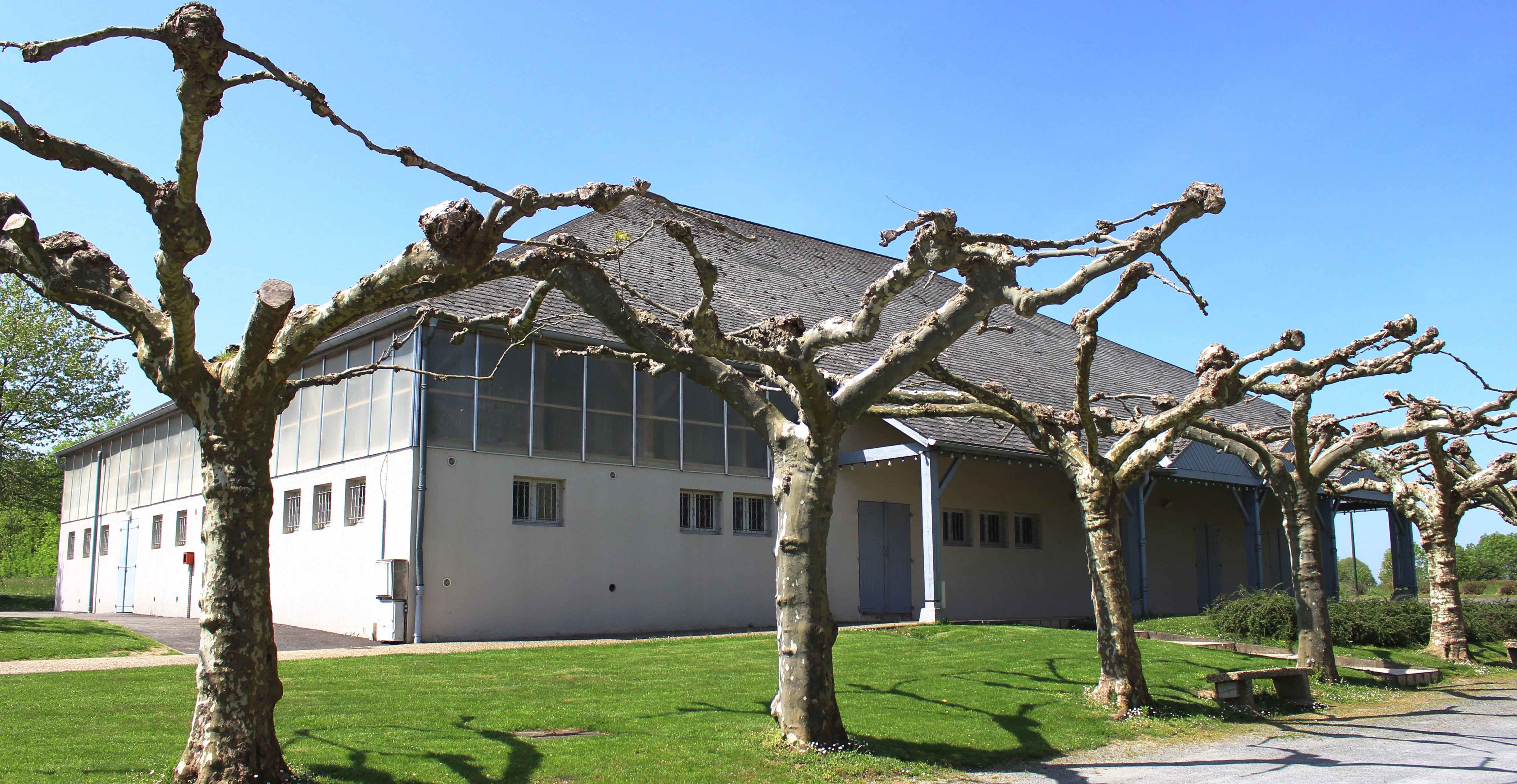
Le foyer rural en 2018

### Liste des maires
| Période                                  | Période   | Identité        | Étiquette | Qualité |
| ---------------------------------------- | --------- | --------------- | --------- | ------- |
| Les données manquantes sont à compléter. |           |                 |           |         |
|                                          |           |                 |           |         |
| mars 2001                                | mars 2020 | Ginette Curbet  | UMP       |         |
| mars 2020                                | ?         | Claude Antin    |           |         |
| ?                                        | En cours  | Christine Conte |           |         |

### Historique administratif
Pays et sénéchaussée de Bigorre, quarteron de  Tarbes, baronnie de Gardères canton de Tarbes puis d'Ibos (1790), d'Ossun (depuis 1801).

### Intercommunalité
Gardères appartient à la Communauté d'agglomération Tarbes-Lourdes-Pyrénées créée en janvier 2017 et qui réunit 86 communes.

### Services publics
La commune de Gardères dispose d'une agence postale.

## Population et société

### Démographie

#### Évolution démographique
| 1793 | 1800 | 1806 | 1821 | 1831 | 1836 | 1841 | 1846 | 1851 |
| ---- | ---- | ---- | ---- | ---- | ---- | ---- | ---- | ---- |
| 632  | 576  | 629  | 677  | 721  | 741  | 768  | 783  | 747  |

| 1856 | 1861 | 1866 | 1876 | 1881 | 1886 | 1891 | 1896 | 1901 |
| ---- | ---- | ---- | ---- | ---- | ---- | ---- | ---- | ---- |
| 723  | 713  | 699  | 661  | 659  | 659  | 609  | 576  | 601  |

| 1906 | 1911 | 1921 | 1926 | 1931 | 1936 | 1946 | 1954 | 1962 |
| ---- | ---- | ---- | ---- | ---- | ---- | ---- | ---- | ---- |
| 606  | 514  | 455  | 427  | 419  | 412  | 413  | 383  | 389  |

| 1968 | 1975 | 1982 | 1990 | 1999 | 2006 | 2011 | 2016 | 2021 |
| ---- | ---- | ---- | ---- | ---- | ---- | ---- | ---- | ---- |
| 363  | 343  | 342  | 396  | 381  | 408  | 424  | 441  | 442  |

| 2022 | - | - | - | - | - | - | - | - |
| ---- | - | - | - | - | - | - | - | - |
| 440  | - | - | - | - | - | - | - | - |

### Enseignement

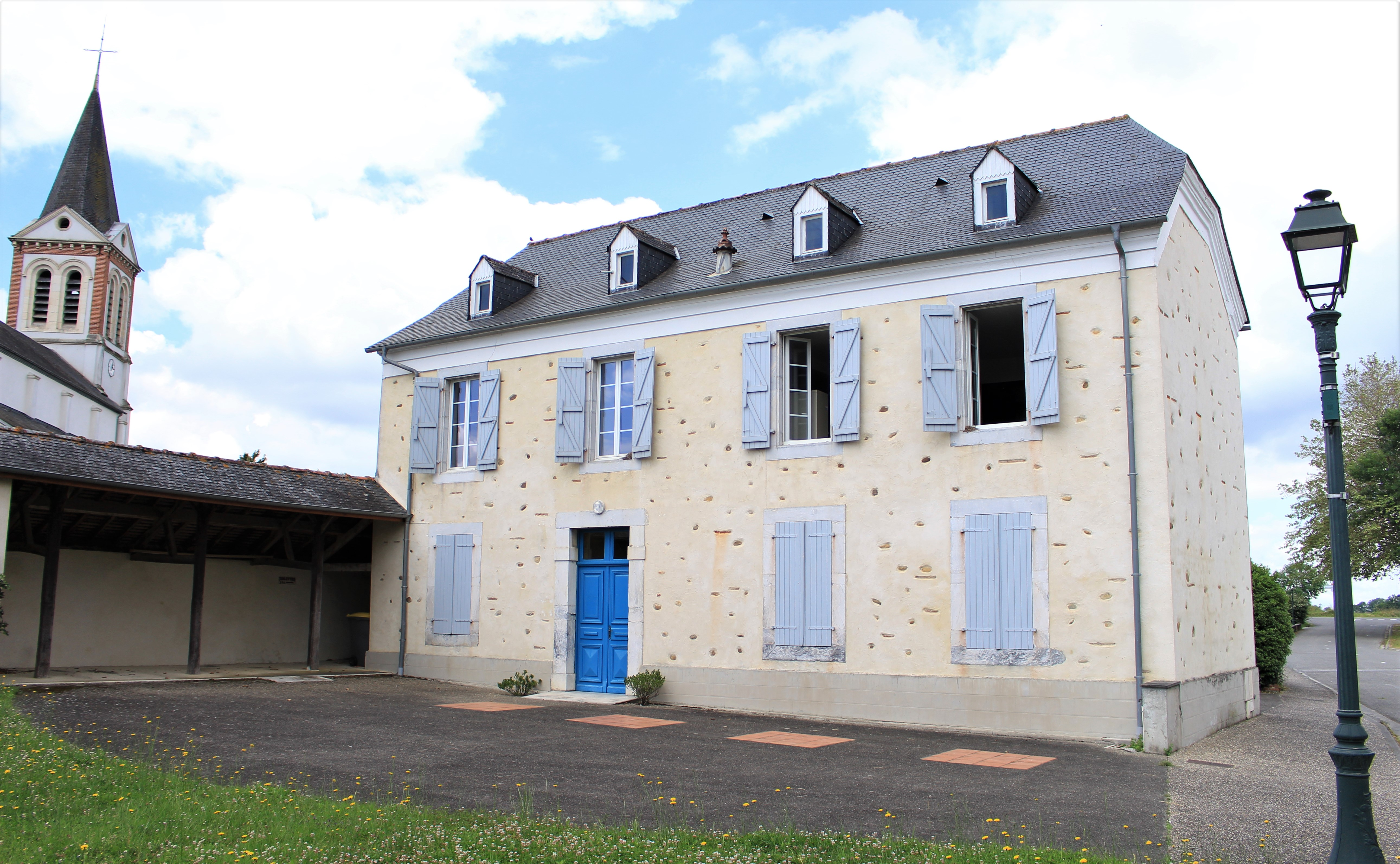
L'ancienne école primaire en 2024.

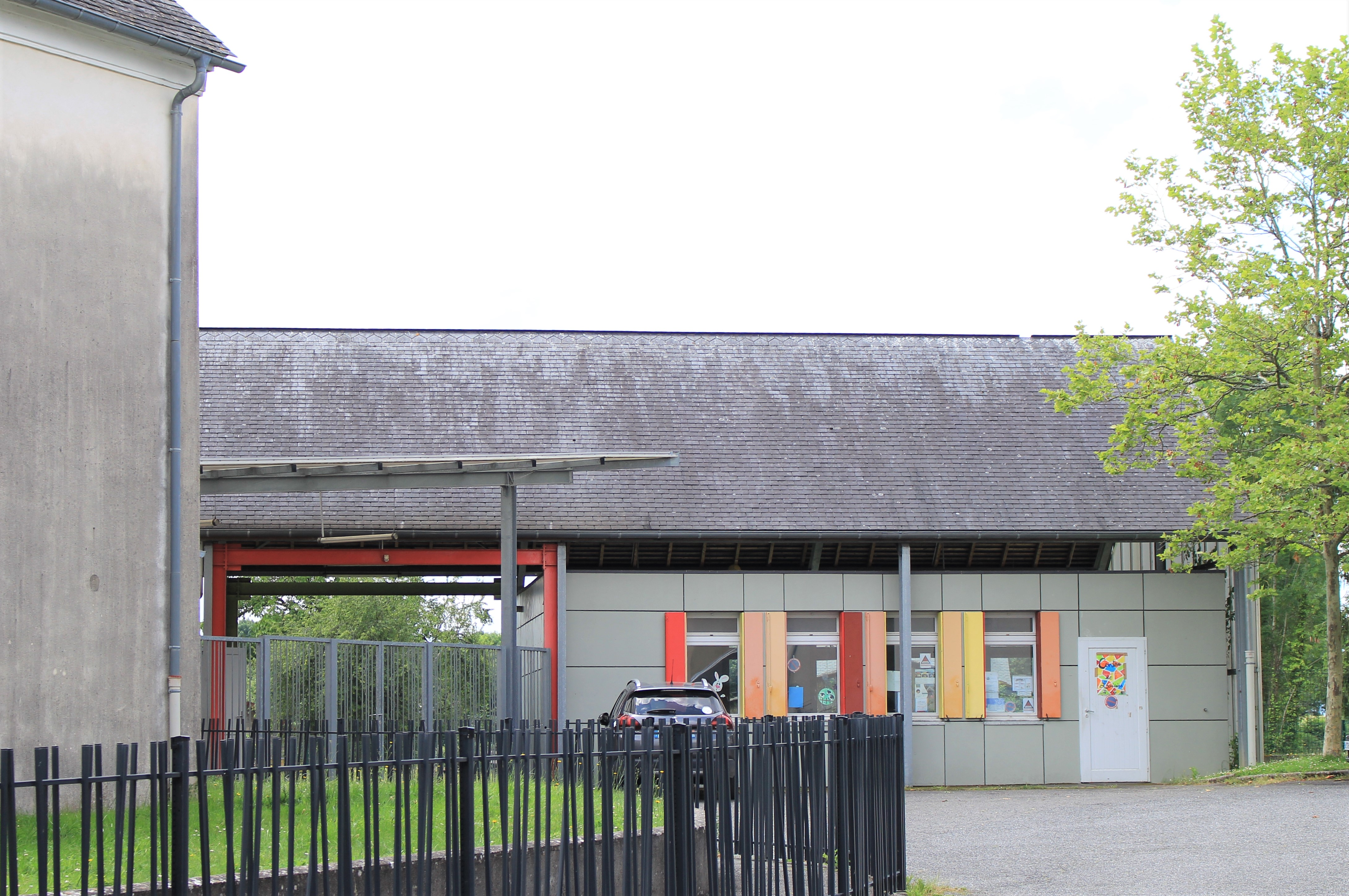
L'école primaire en 2024.

La commune dépend de l'académie de Toulouse. Elle dispose d’une école en 2017.
- École primaire.

### Sports

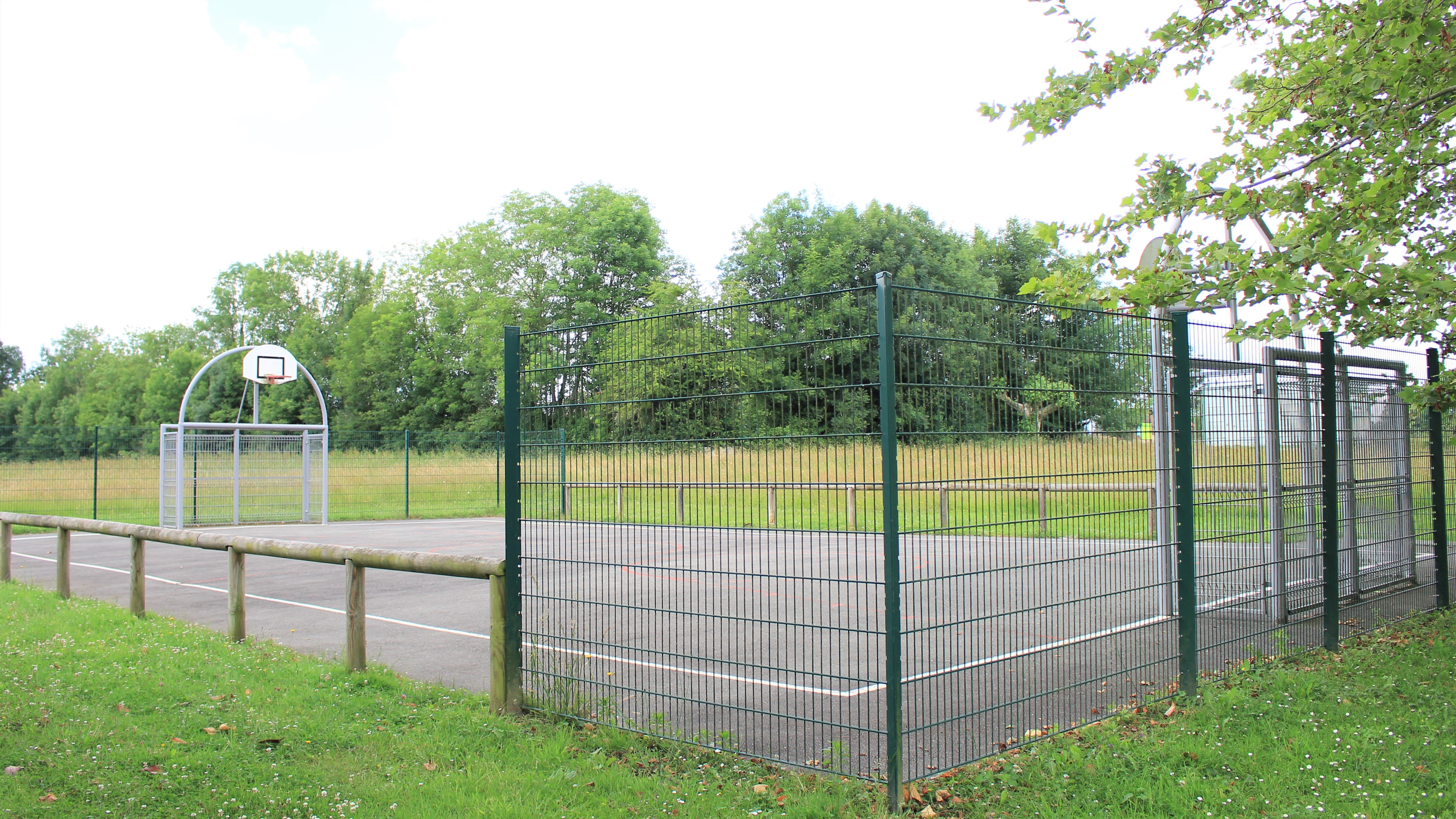
Le terrain de basket-ball.

## Économie

### Revenus
En 2018, la commune compte 186 ménages fiscaux, regroupant 457 personnes. La médiane du revenu disponible par unité de consommation est de 22 030 € (20 420 € dans le département).

### Emploi
|                | 2008  | 2013  | 2018  |
| -------------- | ----- | ----- | ----- |
| Commune        | 4,9 % | 4,5 % | 4,3 % |
| Département    | 7,7 % | 9,4 % | 9,8 % |
| France entière | 8,3 % | 10 %  | 10 %  |

En 2018, la population âgée de 15 à 64 ans s'élève à 281 personnes, parmi lesquelles on compte 76,6 % d'actifs (72,3 % ayant un emploi et 4,3 % de chômeurs) et 23,4 % d'inactifs,. Depuis 2008, le taux de chômage communal (au sens du recensement) des 15-64 ans est inférieur à celui de la France et du département.
La commune fait partie de la couronne de l'aire d'attraction de Pau, du fait qu'au moins 15 % des actifs travaillent dans le pôle,. Elle compte 73 emplois en 2018, contre 68 en 2013 et 76 en 2008. Le nombre d'actifs ayant un emploi résidant dans la commune est de 206, soit un indicateur de concentration d'emploi de 35,7 % et un taux d'activité parmi les 15 ans ou plus de 58,5 %.
Sur ces 206 actifs de 15 ans ou plus ayant un emploi, 51 travaillent dans la commune, soit 25 % des habitants. Pour se rendre au travail, 83,7 % des habitants utilisent un véhicule personnel ou de fonction à quatre roues, 0,5 % les transports en commun, 10,9 % s'y rendent en deux-roues, à vélo ou à pied et 4,9 % n'ont pas besoin de transport (travail au domicile).

## Culture locale et patrimoine

### Lieux et monuments

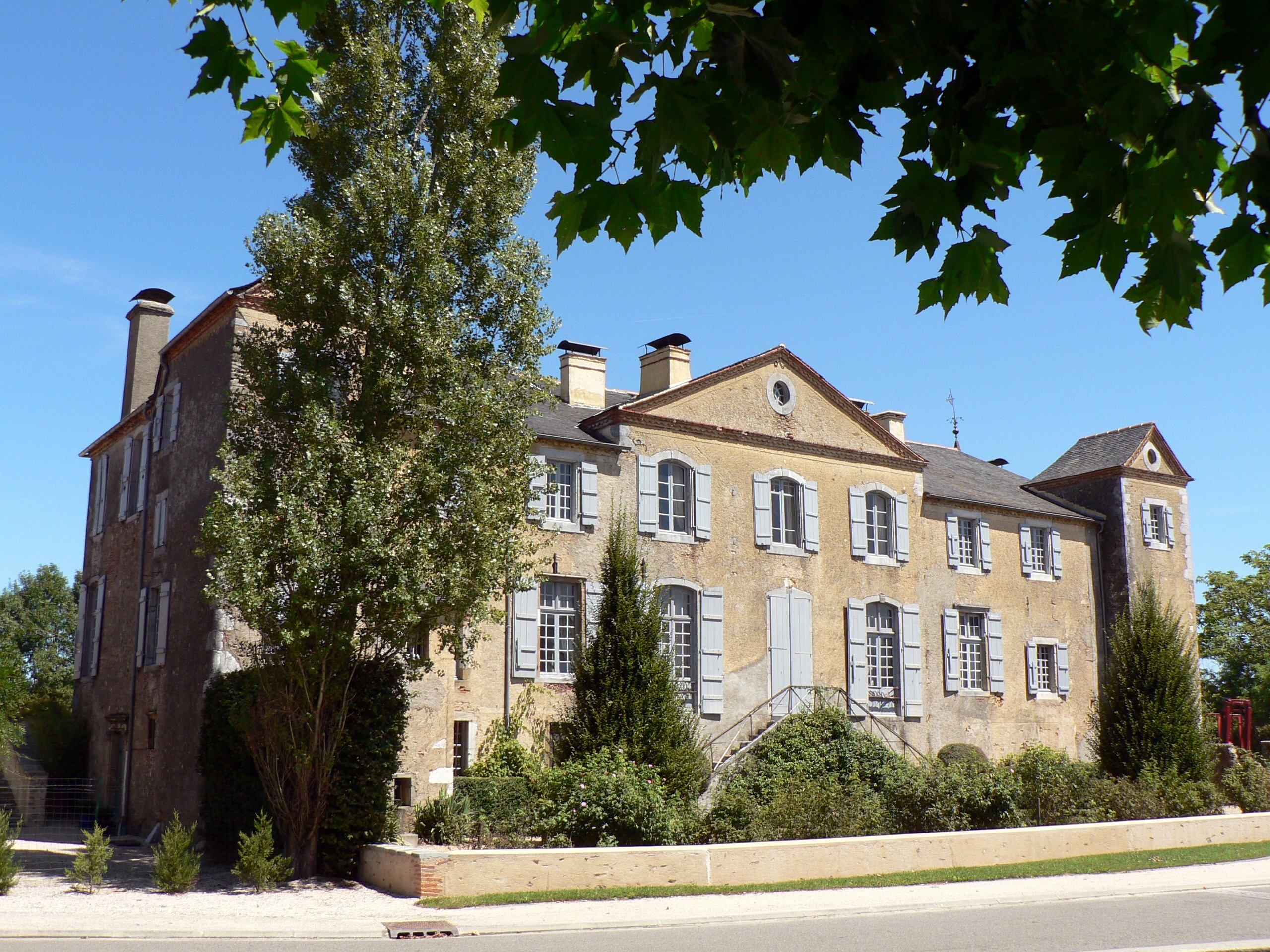
Le château de Gardères

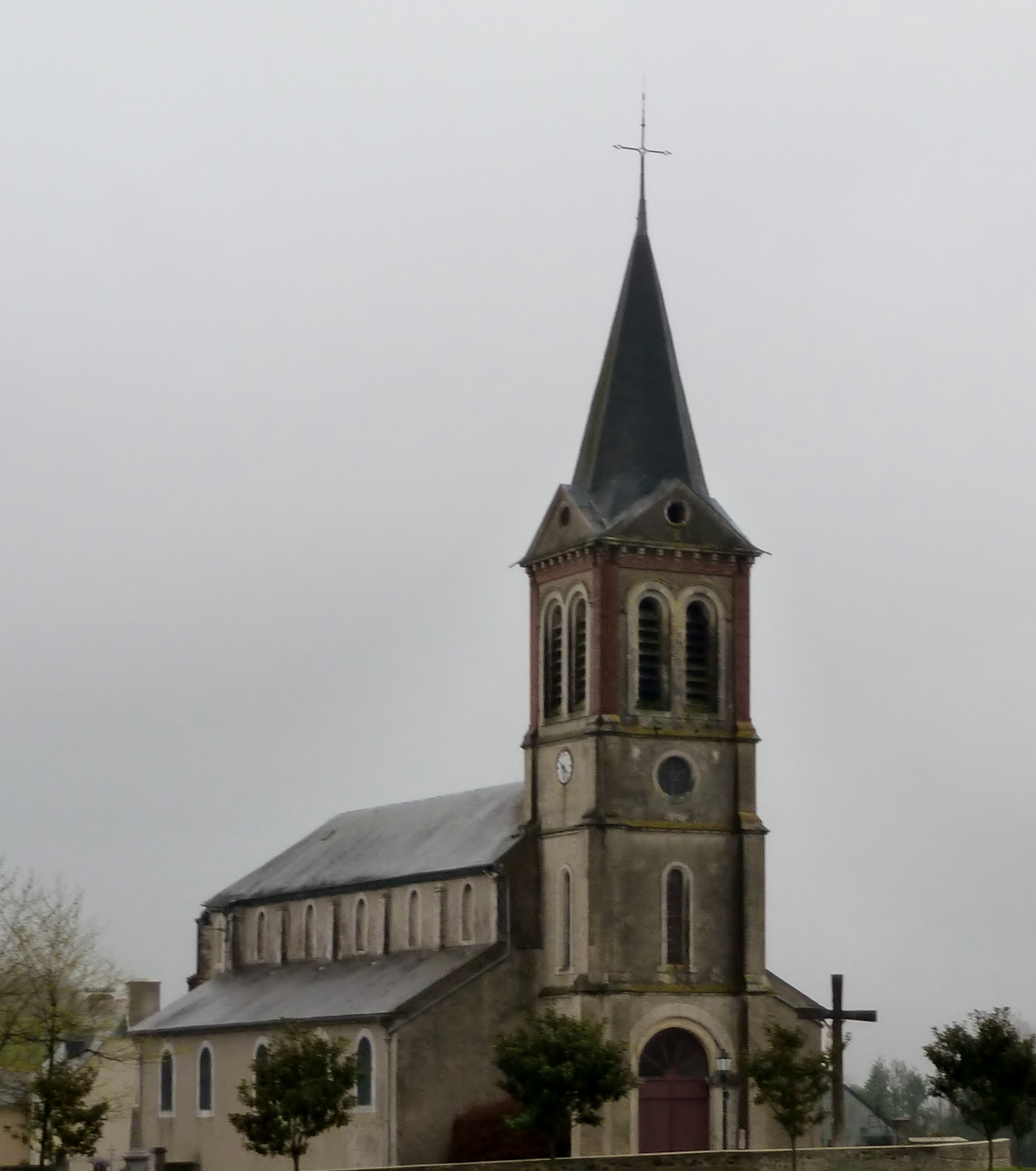
L'église de Gardères

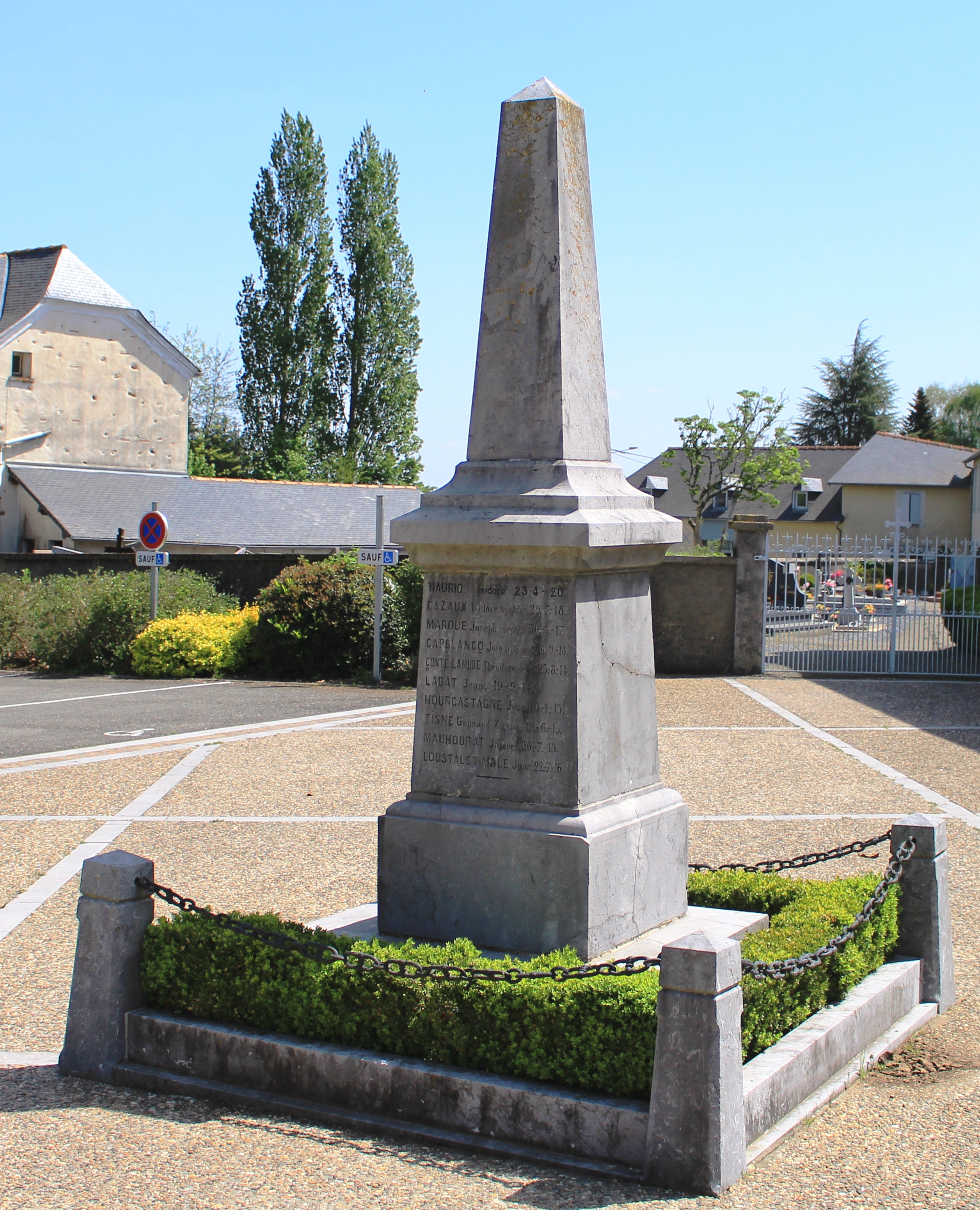
Le monument aux morts municipal.

- Le lac de Gabas, vaste plan d'eau pouvant contenir jusqu'à 20 millions de mètres cubes, construit pour l'alimentation des cours d'eau l'été (protection de la vie aquatique) et l'agriculture, se trouve en partie sur la commune ainsi que sur quatre autres communes des alentours. Une promenade autour du lac est en cours de réalisation[réf. souhaitée].
- Le château : inscrit à l'inventaire supplémentaire des monuments historiques en tant que demeure des champs, le château de Gardères se situe au centre du village. On trouve déjà trace du château à partir du XVe siècle. Il fut reconstruit sur un plan XVIIIe siècle lui donnant son aspect actuel. Surpris par la nuit, Philippe V, roi d'Espagne, y aurait fait étape le 29 mai 1706 avec sa suite.
- Église Saint-Julien de Gardères.

### Personnalités liées à la commune
- Pierre Joseph de Day-Gardères dit baron de Day (1760-1812)

### Héraldique et devise
| Blason | Blasonnement : D'argent aux trois arbres au naturel rangés sur une terrasse de sinople, surmontés de trois étoiles de six rais soudées d'or, au chef d'azur chargé d'une vache cousue de gueules accostée de deux fleurs de lys aussi d'or. |